# 탐정 스펜서
《탐정 스펜서》(영어: Spenser: For Hire)는 로버트 B. 파커의 소설이 원작인 미국 범죄 드라마이다.
1985년 9월 20일부터 1988년 5월 7일까지 ABC에서 방영되었다.
대한민국에서는 KBS를 통해 1991년부터 1992년까지 방영되었다.

## 출연
- 로버트 유릭 - 스펜서 역
- 에이버리 브룩스 - 호크 역
- 바버라 스톡 - 수전 역
- 론 매클라티 - 프랭크 벨슨 경사 역

## 한국판 성우진 (KBS)
- 양지운 - 스펜서(로버트 유릭)
- 박상일 - 호크(에이버리 브룩스)
- 장유진 - 수전(바버라 스톡)
- 탁원제 - 벨슨 경사(론 매클라티)